# Hell (band)
Hell is een Britse heavy metalband uit Derbyshire, opgericht in 1982 uit de overgebleven leden van de bands Race Against Time en Paralex. Als gevolg van een reeks ongelukkige en tragische gebeurtenissen, viel de band uiteindelijk in 1987 uiteen. Ze waren een van de eerste bands die proto-lichaamsverf droegen als onderdeel van hun show, met hysterisch geraas vanaf een met waterspuwers versierde preekstoel, samen met de gebruik van een pyrotechnische exploderende bijbel, die verontwaardiging veroorzaakte onder de geestelijkheid toen deze oorspronkelijk in 1983 verscheen. Hoewel ze tijdens de jaren 1980 grotendeels werden genegeerd door de media en platenmaatschappijen, werd hun muziek bekend door het underground tapehandel fenomeen en bereikte de band een zekere cultstatus. In 2008 werden ze herenigd en gecontracteerd door Nuclear Blast. Hun eerste volledige album Human Remains werd uitgebracht in mei 2011. Het album stond op #46 in de Duitse albumlijst in de eerste week van publicatie.

## Bezetting
Huidige leden
- David Bower (leadzang, 2010–present)
- Kev Bower (e-gitaar, keyboards, achtergrondzang, 1982–1987, 2008–heden)
- Andy Sneap (gitaar, 2008–heden)
- Tony Speakman (basgitaar, 1982–1987, 2008–heden)
- Tim Bowler (drums, 1982–1987, 2008–heden)

Voormalige leden
- Dave G. Halliday (†1987) (leadzang, gitaar, 1982–1987)
- Sean Kelley (gitaar, 1987)
- Martin Walkyier (leadzang, 2008-2010)

## Geschiedenis
Ze tekenden bij het Belgische label Mausoleum Records, maar twee weken voor de opname van hun debuutalbum stortte het label in een faillissement. Gitarist Kev Bower verliet vervolgens de band. Hij werd kort vervangen door Sean Kelley, hoewel Hell kort daarna uit elkaar ging, wat leidde tot de zelfmoord van zanger Dave Halliday door koolmonoxidevergiftiging. Dave Halliday leerde Andy Sneap (later formateur van de heavy metal band Sabbat) om gitaar te spelen en Sneap noemt Hell een van zijn belangrijkste invloeden. Sneap werd een wereldberoemde platenproducent, met meer dan 100 albums en een Zweedse Grammy Award op zijn naam.
De overgebleven oorspronkelijke leden van Hell herenigden zich in 2008 om uiteindelijk hun album Human Remains op te nemen. Sabbat-leden Martin Walkyier en Andy Sneap kwamen overeen om op het album te spelen om respectievelijk Dave Halliday's zang en gitaarnummers te repliceren, waarbij Sneap ook als producent optrad. Hoewel Walkyier een paar avonden doorbracht (niet de enkele maanden die hij vaak beweert in veelvuldige sociale media-rantsoenen) om testzang op te nemen voor verschillende nummers op het album, werd dit proces stopgezet zodra duidelijk werd dat zijn vocale stijl en enigszins wrang temperament ongeschikt waren voor deze taak. Kev Bowers broer David (die bekend staat als David Beckford in zijn carrière als toneel- en televisieacteur) werd uitgenodigd om een voice-over te doen voor het nummer Plague And Fyre en voegde zich vervolgens bij de band als leadzanger, waarbij hij de hoofdrol opnieuw opnam voor de zangdelen. Sneap trad ook toe tot de band als permanent lid.
De nieuwe bezetting speelde hun eerste optreden in de MFN-club in Nottingham op 20 mei 2011, met nummers van Human Remains en Bedtime van Rage Against Time als eerbetoon aan David Halliday. Dit werd gevolgd door een reeks festivalshows in Europa en het Verenigd Koninkrijk, waaronder Metalfest Open Airs in Zwitserland, Duitsland en Oostenrijk, Rockstad Falun in Zweden, het UK Download Festival, Tuska Open Air Metal Festival in Finland, Summer Breeze Open Air in Duitsland en Bloodstock Open Air in het Verenigd Koninkrijk, waarvoor ze de «2011 Best Mainstage Performance»-stemming kregen. De band trad vervolgens op tijdens de Sweden Rock Cruise en sloot in 2011 af door Human Remains te laten onderscheiden met het «2011 Album Of The Year» van Sweden Rock Magazine en positie #6 te behalen in de Metal Hammer «Best Of 2011»-lijst. Het album kreeg ook de «Best Of 2011» onderscheidingen op vele internetwebzines en werd genomineerd voor «2011 Album Of The Year» op het Bloodstock Open Air gebruikersforum.
Hell opende hun showrun in 2012 met een hoofdpodium-optreden op het Hammerfest in Prestatyn, Noord-Wales. Dit werd gevolgd door het verkrijgen van een prestigieuze support slot met Accept voor hun hele Stalingrad Europese tournee, die op 6 april in Le Bataclan in Parijs begon. De band werd ook genomineerd voor een Metal Hammer Golden Gods Awards in de categorie Metal As F*ck van het tijdschrift. Er werden ook tal van andere Europese shows gespeeld, waaronder het Rock Hard Festival in het Duitse Gelsenkirchen Amphitheatre, waarbij deze show werd gefilmd en vervolgens uitgezonden door WDR-tv op de langlopende mainstream tv-show Rockpalast. Scandinavische shows omvatten headliner-optredens op de Muskelrock en Metal Magic festivals in respectievelijk Zweden en Denemarken, samen met een Sweden Stage optreden op het Sweden Rock Festival. De band stond ook in het nummer van juli 2012 van het Britse Metal Hammer-tijdschrift, waarin ze verschenen in een artikel van drie pagina's. Hells tournee van 2012 omvatte ook hun eerste shows in Oost-Europa op het Masters of Rock festival in Tsjechië en Metalcamp in Slovenië, samen met optredens in Alcatraz (be), Zwarte Cross (nl) en Into The Grave (nl) festivals. Ze sloten het jaar af met headliner-optredens in Dublin (ir), een stadsfestival in Molins de Rei bij Barcelona (es), en speelden hun laatste show van 2012 in Rommelrock in Maasmechelen (be), waarmee ze de Human Remains-tournee-uitvoering voltooiden die de band naar 16 verschillende landen had gebracht. Hell kwam ook laat in het jaar de studio in om te werken aan het vervolgalbum van Human Remains.
Begin 2013 hadden Kev Bower en Andy Sneap demo-opnamen voltooid voor het merendeel van de nummers die op het tweede album van de band zouden verschijnen en de opname zou in het voorjaar beginnen. Omdat er deze keer geen vroege demo-opnamen beschikbaar waren om een bonusschijf te vullen, koos de band ervoor om een live dvd op te nemen als een bonus aanvulling op het album en deze werd opgenomen tijdens de eerste show van de band in Derby Assembly Rooms in 2013 op 23 februari. Het uitverkochte evenement onthulde ook het volledige Church Of Hell-podiumoptreden en pyrotechnische show van de band, met fans die uit 13 verschillende landen kwamen om deel te nemen. De band speelde een headlineshow op het R-Mine Metalfest (be) en verscheen ook op Turock Open Air (de), Hammer Open Air (fin), Bang Your Head Open Air (de) en maakte een terugkeer hoofdpodium-optreden op Bloodstock Open Air. Het was een van de meest gevraagde bands op het BOA-gebruikersforum en won opnieuw de «Best Mainstage Performance»-stemming. Later werd ontdekt dat technische problemen met de dvd-opname in Derby sommige materialen niet meer te redden waren, dus werden er extra beelden toegevoegd van het optreden van de band op dit festival. In augustus werd aangekondigd dat het tweede album Curse and Chapter zou heten. Om samen te vallen met het uitbrengen van het album, werd Hell aangekondigd als de belangrijkste ondersteuning voor Amon Amarth en Carcass tijdens hun uitgebreide Europese tournee, met 25 shows in 13 landen en op 7 november in Oberhausen (de).
In de eerste drie maanden van 2014 had de band een tijdelijke onderbreking, aangezien Andy Sneap productieverplichtingen had in de Verenigde Staten met Accept en Exodus. De eerste grootschalige show van 2014 werd aangekondigd als zijnde in Hyde Park in Londen naast Black Sabbath. De band speelde een opwarmshow voor dit evenement in The Rescue Rooms in Nottingham. Na een hoofdslot op het Leyendas Del Rock-evenement in Alicante (es) en een WETStage-optreden op het Wacken Open Air-festival van 2014, gingen Andy Sneap en Kev Bower namens de band op het zadel voor het goede doel en namen deel aan een cyclus van een 260 km lange rit van Londen naar Download Festival om geld in te zamelen voor de NSPCC, de Teenage Cancer Trust en Nordoff Robbins. De band speelde een serie shows in Europa ter ondersteuning van Kreator en Arch Enemy, onmiddellijk gevolgd door een Britse tournee ter ondersteuning van Saxon in november en december. Aan de vooravond van de show in de Newcastle 02 Academy werd Saxons drummer Nigel Glockler met spoed naar het ziekenhuis gebracht met een hersenaneurysma, waardoor de laatste vijf shows werden uitgesteld tot februari 2015.
Na het afronden van de verplaatste serie shows met Saxon, maakte de band een extra optreden in het Verenigd Koninkrijk als speciale hoofdpodium-gasten op Hammerfest 2015. Dit was een bijzonder moeilijke show om te voltooien, aangezien Kev Bower tijdelijk in Spanje verbleef aan het ziekenhuisbed van zijn zieke vader, met bijna geen tijd over voor de show en dan direct daarna weer moeten vertrekken. Nadat zijn vader was hersteld en was gerepatrieerd, ging de band verder met toeren door heel Europa en speelde headline-shows in België, Nederland en Duitsland, waaronder headliner-optredens op festivals zoals Metalheadz Open Air in Oberndorf, waar ze een zeldzame gelegenheid gebruikten om de volledige show en pyrotechnische productie te gebruiken. De band bracht ook een tegenbezoek aan het Sweden Rock Festival en speelde op het hoofdpodium op Rockharz Open Air in Duitsland. Op 5 augustus 2015 kondigde de band aan dat ze na hun voorlaatste liveshow van 2015 in Finland (Jalometalli) zouden gaan werken aan hun derde studioalbum. De band sloot 2015 af met een uitnodiging van hun 2012-reisgenoten Accept om op 7 december een speciaal gastoptreden te geven in het London Forum.
De eerste drie maanden van 2016 werden bijna uitsluitend in de studio doorgebracht, waar nieuw materiaal voor het komende album werd geschreven en gerepeteerd. Deze onderbreking van het live-werk werd ook gecreëerd door het feit dat de band voor de derde keer in hun carrière een contract tekende bij een boekingsagent die vervolgens geen werk voor de band had weten te bemachtigen. Deze situatie werd opgelost in maart, toen Hell zich aansloot bij de selectie van Loudnoise Productions in Nederland.

## Stijl
Hell wordt meestal beschreven als een NWOBHM-band, hoewel ze zich sterk distantiëren van deze beweging, onder vermelding dat de NWOBHM al snel achteruitging tegen de tijd dat de band daadwerkelijk werd gevormd. Hun vooruitstrevende muziekstijl bevat elementen van thrashmetal, powermetal, symfonische metal, gothic metal, speedmetal,doommetal en black metal, die een grote variëteit omvatten, en zonder dat twee nummers ooit precies hetzelfde klinken. Onderliggende lyrische thema's in veel Hell-materiaal richten zich op het occulte en de donkere kanten van de menselijke natuur. Typische thema's zijn een afkeer van georganiseerde religie, ontvoering door buitenaardse wezens, politieke gevangenschap, geestesziekte en historische gebeurtenissen zoals de Zwarte Dood en de builenpest. Hoewel het voornamelijk door een gitaar wordt aangedreven, wordt het geluid van de band versterkt door het gebruik van toetsenborden en digitale sampling om diepte en textuur aan het materiaal toe te voegen. Hun benadering van het schrijven van liedjes is vaak onorthodox, met talloze complexe tempo's, maatsoorten en belangrijke veranderingen, samen met een kenmerkende reeks atmosferische, theatrale intermezzo's en introducties van hun liedjes.

## Discografie

### Studioalbums
- 2011: Human Remains (Nuclear Blast)
- 2013: Curse and Chapter (Nuclear Blast)

### Singles en ep's
- 1983: Save Us from Those Who Would Save Us (7" in eigen beheer gefinancierd door de band en uitgebracht op hun eigen Deadly Weapon label, inclusief Deathsquad)
- 2011: Save Us (Nuclear Blast, inclusief On Earth as It Is in Hell)
- 2013: The Age of Nefarious (Nuclear Blast)
- 2014: End ov Days (Nuclear Blast, geproduceerd ter ondersteuning van de toer van 2014 en gratis weggegeven op shows)

### DVD's
- 2013: The Greatest Show On Earth - As It Is In Hell (Curse And Chapter bonusdisc)

### Video's
- 1983: Deathsquad (gefilmd in Derbyshire en Wingfield Manor)
- 2011: On Earth as It Is in Hell (gefilmd in Wingfield Manor)